# Kaveh Kakaeinezhad
Kaveh KakaeiNezhad (in persiano کاوه کاکائی‌نژاد‎; Isfahan, 28 luglio 1991) è un artista, drammaturgo, poeta e scrittore iraniano.
Le sue opere affrontano temi come il misticismo, la filosofia esistenziale, la spiritualità e la letteratura gotica. Ha pubblicato oltre 20 libri in persiano, inglese e altre lingue. I suoi libri sono distribuiti su piattaforme internazionali come Amazon e tramite la casa editrice ACFOS Albania.

## Biografia
Nato a Isfahan, una città nota per il suo patrimonio culturale e artistico, KakaeiNezhad è stato influenzato fin da giovane dalla letteratura classica persiana e dal pensiero filosofico globale. Ha iniziato a scrivere da adolescente, sviluppando uno stile che fonde il misticismo persiano con preoccupazioni metafisiche contemporanee.

## Carriera
KakaeiNezhad scrive in vari generi: poesia lirica, narrativa gotica, letteratura contro la guerra e teatro filosofico. La sua opera teatrale π3: La tragedia del silenzio esplora il silenzio e l’isolamento cosmico, mentre il suo manifesto filosofico Paxocracy: Il futuro che inizia in noi propone un modello politico basato sulla dignità umana. Il suo libro Eczema: Poems of Freedom è stato tradotto in oltre venti lingue.

## Opere principali
| Titolo                                      | Anno | Genere                     | Descrizione                                                            |
| ------------------------------------------- | ---- | -------------------------- | ---------------------------------------------------------------------- |
| Aela                                        | 2018 | Romanzo                    | Un romanzo filosofico in persiano sull’esistenza e le relazioni umane. |
| Fino al cielo                               | 2018 | Poesia                     | Versi mistici in persiano libero.                                      |
| Gjelbërim i Përjetshëm                      | 2024 | Letteratura per l'infanzia | Racconto bilingue persiano–albanese sull’ottimismo e la resilienza.    |
| Eczema: Poems of Freedom                    | 2024 | Poesia                     | Poesia anti-guerra e surreale, tradotta in 20 lingue.                  |
| π3: La tragedia del silenzio                | 2024 | Teatro                     | Dramma filosofico ambientato nello spazio.                             |
| Jivana: La storia d’amore tra Fuji e Alborz | 2025 | Poesia/Prosa               | Una storia mitologica tra Iran e Giappone.                             |
| Possessed                                   | 2025 | Romanzo                    | Un romanzo gotico e poetico con toni horror.                           |
| Paxocracy: Il futuro che inizia in noi      | 2025 | Filosofia politica         | Manifesto per una società basata sulla dignità.                        |

## Stile e temi
La sua prosa è caratterizzata da un tono lirico, un simbolismo intenso e una solida base filosofica. Ispirato al misticismo persiano, scrive sulla trascendenza, la memoria culturale, l’esilio spirituale e il conflitto tra luce e oscurità. I suoi racconti gotici esplorano la solitudine, la speranza e la trasformazione interiore.